# Junge Welt-Pokal 1958
Der Junge Welt-Pokal 1958 war die 10. Auflage des höchsten Fußball-Pokalwettbewerbs der Altersklasse 16–18 auf dem Gebiet der DDR, der vom Zentralrat der FDJ in Verbindung mit dem Jugendausschuss der Sektion Fußball der DDR veranstaltet und durchgeführt wurde. Er begann am 20. April 1958 mit der Qualifikation und endete am 26. Mai 1958 mit dem Finale beim Endrundenturnier in Quedlinburg. Den Pokalsieg errang die Mannschaft vom SC Motor Karl-Marx-Stadt nach einem 1:0-Finalsieg über den Vorjahresfinalisten SC Motor Jena. Der westdeutschen Mannschaft von Eintracht Braunschweig war es verwehrt, ihren Titel aus dem Vorjahr zu verteidigen, da mit dieser Auflage nur noch Mannschaften aus dem DFV spielberechtigt waren.
Die Endrunde des Junge Welt-Pokals fand wie in den Vorjahren zu Pfingsten statt und wurde diesmal in Quedlinburg ausgespielt.

## Qualifikation
In der Qualifikation ermittelten die jeweils besten drei Mannschaften aus Ost-Berlin und den 14 Bezirken auf dem Gebiet der DDR, die sechs Teilnehmer für die Endrunde.

### Teilnehmende Mannschaften
An der Qualifikation zum Junge Welt-Pokal der Junioren (A-Jugend) für die Altersklasse (AK) 16–18 nahmen folgende Mannschaften teil. Spielberechtigt waren Spieler bis zum 18. Lebensjahr (Stichtag: 1. September 1939).
Folgende Mannschaften nahmen an der Qualifikation zum Junge Welt-Pokal teil:
| - Bezirk Rostock SC Empor Rostock BSG Motor Wismar BSG Motor Rostock - Bezirk Schwerin SC Traktor Schwerin BSG Einheit Güstrow BSG Empor Hagenow - Bezirk Neubrandenburg keine Teilnehmer gemeldet 0 - Bezirk Potsdam BSG Rotation Babelsberg BSG Stahl Hennigsdorf BSG Empor Zossen - Ost-Berlin ASK Vorwärts Berlin SC Dynamo Berlin ASG Vorwärts Berlin | - Bezirk Frankfurt (Oder) BSG Lokomotive Frankfurt/Oder SG Dynamo Frankfurt/Oder SG Dynamo Angermünde - Bezirk Magdeburg SC Aufbau Magdeburg BSG Einheit Burg BSG Stahl Blankenburg - Bezirk Halle BSG Chemie Zeitz BSG Motor Ammendorf BSG Chemie Buna Schkopau - Bezirk Leipzig SC Lokomotive Leipzig SC Rotation Leipzig BSG Lokomotive LVB Leipzig - Bezirk Cottbus SC Aktivist Brieske-Senftenberg BSG Aufbau Großräschen BSG Lokomotive Hohenleipisch | - Bezirk Dresden keine Teilnehmer gemeldet 0 - Bezirk Karl-Marx-Stadt SC Motor Karl-Marx-Stadt BSG Stahl Olbernhau BSG Wismut Stollberg - Bezirk Erfurt SC Turbine Erfurt BSG Lokomotive Weimar BSG Motor Kölleda - Bezirk Gera SC Motor Jena (für 3. Hauptrunde gesetzt) BSG Chemie Kahla BSG Motor Saalfeld - Bezirk Suhl BSG Aktivist Kali Werra Tiefenort BSG Motor Steinach keinen dritten Teilnehmer gemeldet |

### Modus
Die Qualifikation wurde im K.-o.-System ausgetragen und es wurde versucht, in 80 Minuten einen Gewinner auszuspielen. War danach kein Sieger gefunden, wurde ein Wiederholungsspiel mit getauschtem Heimrecht angesetzt. Wurde auch hier kein Sieger ermittelt, entschied das Los. Die Sieger der 3. Hauptrunde, in dieser der SC Motor Jena (Meister und Pokalfinalist des Vorjahres) einstieg, qualifizierten sich für das Endrundenturnier.

### 1. Hauptrunde
| Datum                   |                                   | Ergebnis |                              |
| ----------------------- | --------------------------------- | -------- | ---------------------------- |
| So 20. April, 14:00 Uhr | BSG Aktivist Kali Werra Tiefenort | :        | SC Turbine Erfurt            |
| So 20. April, 14:00 Uhr | BSG Lokomotive Weimar             | :        | BSG Chemie Zeitz             |
| So 20. April, 14:00 Uhr | SC Lokomotive Leipzig             | :        | BSG Chemie Buna Schkopau     |
| So 20. April, 14:00 Uhr | BSG Stahl Blankenburg             | :        | BSG Motor Ammendorf          |
| So 20. April, 14:00 Uhr | BSG Stahl Olbernhau               | :        | BSG Wismut Stollberg         |
| So 20. April, 14:00 Uhr | SC Motor Karl-Marx-Stadt          | :        | BSG Lokomotive Hohenleipisch |
| So 20. April, 14:00 Uhr | BSG Einheit Güstrow               | :        | BSG Motor Wismar             |
| So 20. April, 14:00 Uhr | SC Aufbau Magdeburg               | :        | BSG Lokomotive LVB Leipzig   |
| So 20. April, 14:00 Uhr | BSG Empor Hagenow                 | :        | SC Traktor Schwerin          |
| So 20. April, 14:00 Uhr | BSG Lokomotive Frankfurt/Oder     | :        | BSG Stahl Hennigsdorf        |
| So 20. April, 14:00 Uhr | SC Aktivist Brieske-Senftenberg   | :        | SG Dynamo Frankfurt/Oder     |
| So 20. April, 14:00 Uhr | BSG Aufbau Großräschen            | :        | BSG Rotation Babelsberg      |
| So 20. April, 14:00 Uhr | BSG Chemie Kahla                  | :        | BSG Motor Saalfeld           |
| So 20. April, 14:00 Uhr | BSG Einheit Burg                  | :        | SC Rotation Leipzig          |
| So 27. April, 14:00 Uhr | ASG Vorwärts Berlin               | :        | SG Dynamo Angermünde         |

Durch ein Freilos zogen der ASK Vorwärts Berlin, BSG Motor Kölleda, BSG Empor Zossen, SC Empor Rostock, BSG Motor Rostock, SC Dynamo Berlin und BSG Motor Steinach in die 2. Hauptrunde ein.
 Wiederholungsspiele 
| Datum                    |                      | Ergebnis |                     |
| ------------------------ | -------------------- | -------- | ------------------- |
| So 27. April, 14:00 Uhr  | SC Traktor Schwerin  | :        | BSG Empor Hagenow   |
| So 27. April, 14:00 Uhr  | SC Rotation Leipzig  | :        | BSG Einheit Burg    |
| Mi .30. April, 14:00 Uhr | SG Dynamo Angermünde | :        | ASG Vorwärts Berlin |

### 2. Hauptrunde
| Datum                 |                             | Ergebnis |                                 |
| --------------------- | --------------------------- | -------- | ------------------------------- |
| So 04. Mai, 14:00 Uhr | SC Turbine Erfurt           | :        | BSG Chemie Kahla                |
| So 04. Mai, 14:00 Uhr | BSG Motor Kölleda           | :        | BSG Motor Steinach              |
| So 04. Mai, 14:00 Uhr | BSG Lokomotive Weimar       | :        | BSG Stahl Blankenburg           |
| So 04. Mai, 14:00 Uhr | BSG Wismut Stollberg        | :        | SC Motor Karl-Marx-Stadt        |
| So 04. Mai, 14:00 Uhr | Sieger aus Schwerin-Hagenow | :        | SC Empor Rostock                |
| So 04. Mai, 14:00 Uhr | BSG Stahl Hennigsdorf       | :        | SC Dynamo Berlin                |
| So 04. Mai, 14:00 Uhr | BSG Rotation Babelsberg     | :        | ASK Vorwärts Berlin             |
| So 04. Mai, 14:00 Uhr | SC Rotation Leipzig         | :        | Sieger aus Angermünde-Berlin    |
| So 04. Mai, 14:00 Uhr | BSG Motor Wismar            | :        | BSG Motor Rostock               |
| So 04. Mai, 14:00 Uhr | SC Lokomotive Leipzig       | :        | SC Aufbau Magdeburg             |
| So 04. Mai, 14:00 Uhr | BSG Empor Zossen            | :        | SC Aktivist Brieske-Senftenberg |

### 3. Hauptrunde
| Datum                 |                                 | Ergebnis |                         |
| --------------------- | ------------------------------- | -------- | ----------------------- |
| So 11. Mai, 14:00 Uhr | SC Dynamo Berlin                | 1:1      | SC Rotation Leipzig     |
| So 11. Mai, 14:00 Uhr | SC Turbine Erfurt               | 2:2      | SC Lokomotive Leipzig   |
| So 11. Mai, 14:00 Uhr | SC Motor Karl-Marx-Stadt        | 5:0      | BSG Lokomotive Weimar   |
| So 11. Mai, 14:00 Uhr | SC Empor Rostock                | 1:1      | BSG Motor Wismar        |
| So 11. Mai, 14:00 Uhr | SC Aktivist Brieske-Senftenberg | 5:0      | BSG Rotation Babelsberg |
| So 11. Mai, 14:00 Uhr | BSG Motor Steinach              | 1:2      | SC Motor Jena           |

 Wiederholungsspiele 
| Datum                 |                       | Ergebnis |                   |
| --------------------- | --------------------- | -------- | ----------------- |
| Do 15. Mai, 14:00 Uhr | SC Rotation Leipzig   | 2:1      | SC Dynamo Berlin  |
| Do 15. Mai, 14:00 Uhr | SC Lokomotive Leipzig | 0:1      | SC Turbine Erfurt |
| Do 15. Mai, 14:00 Uhr | BSG Motor Wismar      | 1:0      | SC Empor Rostock  |

## Endrundenturnier

### Teilnehmende Mannschaften
Am Endrundenturnier zum Junge Welt-Pokal der Junioren (A-Jugend) für die Altersklasse (AK) 16–18 nahmen die sechs Sieger aus der Qualifikation teil.
Spielberechtigt waren Spieler bis zum 18. Lebensjahr (Stichtag: 1. September 1939).
Folgende sechs Mannschaften nahmen am Endrundenturnier zum Junge Welt-Pokal teil:
| - Staffel I SC Motor Jena SC Turbine Erfurt SC Aktivist Brieske-Senftenberg | - Staffel II BSG Motor Wismar SC Motor Karl-Marx-Stadt SC Rotation Leipzig |

### Modus
Im Endrundenturnier wurden die Spiele in zwei Staffeln zu je drei Mannschaften nach dem Modus „Jeder gegen Jeden“ ausgetragen. Die beiden Staffelsieger ermittelten im Finale den Pokalsieger. Die Spielzeit in der Vorrunde ging über 2 × 20 Minuten, die im Endspiel über 2 × 30 Minuten.

### Vorrunde

#### Staffel I
Spiele
| Datum      |                                 | Ergebnis |                                 |
| ---------- | ------------------------------- | -------- | ------------------------------- |
| So 25. Mai | SC Motor Jena                   | 2:0      | SC Turbine Erfurt               |
| So 25. Mai | SC Turbine Erfurt               | 0:3      | SC Aktivist Brieske-Senftenberg |
| Mo 26. Mai | SC Aktivist Brieske-Senftenberg | 0:2      | SC Motor Jena                   |

Abschlusstabelle
| Pl. | Mannschaft                      | Sp. | S | U | N | Tore    | Diff. | Punkte |
| --- | ------------------------------- | --- | - | - | - | ------- | ----- | ------ |
| 1.  | SC Motor Jena                   | 2   | 2 | 0 | 0 | 004:000 | +4    | 04:0   |
| 2.  | SC Aktivist Brieske-Senftenberg | 2   | 1 | 0 | 1 | 003:200 | +1    | 02:20  |
| 3.  | SC Turbine Erfurt               | 2   | 0 | 0 | 2 | 000:500 | −5    | 0:40   |

#### Staffel II
Spiele
| Datum      |                          | Ergebnis |                          |
| ---------- | ------------------------ | -------- | ------------------------ |
| So 25. Mai | BSG Motor Wismar         | 1:7      | SC Motor Karl-Marx-Stadt |
| So 25. Mai | SC Motor Karl-Marx-Stadt | 2:1      | SC Rotation Leipzig      |
| Mo 26. Mai | SC Rotation Leipzig      | 6:0      | BSG Motor Wismar         |

Abschlusstabelle
| Pl. | Mannschaft               | Sp. | S | U | N | Tore    | Diff. | Punkte |
| --- | ------------------------ | --- | - | - | - | ------- | ----- | ------ |
| 1.  | SC Motor Karl-Marx-Stadt | 2   | 2 | 0 | 0 | 009:200 | +7    | 04:0   |
| 2.  | SC Rotation Leipzig      | 2   | 1 | 0 | 1 | 007:200 | +5    | 02:20  |
| 3.  | BSG Motor Wismar         | 2   | 0 | 0 | 2 | 001:130 | −12   | 0:40   |

### Platzierungsspiele

#### Spiel um Platz 5
| Datum                 |                   | Ergebnis |                  |
| --------------------- | ----------------- | -------- | ---------------- |
| Mo 26. Mai, 12:00 Uhr | SC Turbine Erfurt | 2:0      | BSG Motor Wismar |

#### Spiel um Platz 3
| Datum                 |                                 | Ergebnis  |                     |
| --------------------- | ------------------------------- | --------- | ------------------- |
| Mo 26. Mai, 13:30 Uhr | SC Aktivist Brieske-Senftenberg | 2:1 n. V. | SC Rotation Leipzig |

#### Finale
| Datum                                     |               | Ergebnis |                          |
| ----------------------------------------- | ------------- | -------- | ------------------------ |
| Mo 26. Mai, 15:00 Uhr                     | SC Motor Jena | 0:1      | SC Motor Karl-Marx-Stadt |
| 0:1 Wolfgang Schmidt (28., Foulstrafstoß) |               |          |                          |